# M-Bahn
El M-Bahn o Magnetbahn  era una línea de tren elevada de tipo maglev que operó en Berlín, Alemania entre 1989 y 1991. La línea era de 1,6 km de longitud y presentó tres estaciones, dos de las cuales fueron construidas especialmente para la línea. Fue construida para llenar un vacío en la red de transporte pública creada por la construcción del Muro de Berlín, y se volvió redundante tras la reunificación de Berlín.
El M-Bahn era la segunda línea de Maglev en abrir al tráfico público, después del Maglev de Birmingham pero antes del Maglev de Shanghái. La construcción y operación estuvieron a cargo de Magnetbahn GmbH.

## Historia

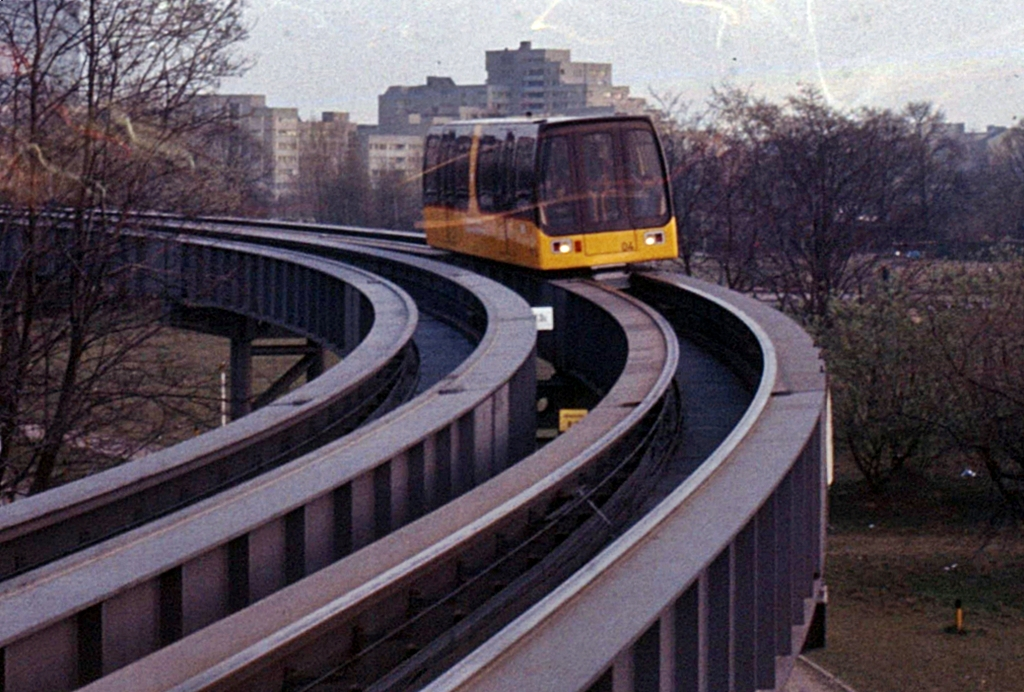
Tren 04 del M-Bahn en 1990.

La primera sección del U-Bahn de Berlín que se construyó incluía una sección elevada entre las estaciones Gleisdreieck y Potsdamer Platz. Después de la partición de Berlín, la estación de Gleisdreieck estaba en Berlín Occidental, mientras que la estación Potsdamer Platz estaba directamente debajo de la frontera con Berlín Este. Después de la construcción del Muro de Berlín en 1961, los trenes de ambos lados terminaron en la última estación antes de Potsdamer Platz (desde el este: Mohrenstraße). Hacia 1972 también se cerraron las dos estaciones antes de Potsdamer Platz, en el lado oeste, porque el área atendida por estas estaciones también contaba con otra línea de U-Bahn.
El área de Berlín Occidental adyacente a Potsdamer Platz requirió una conexión con el U-Bahn, y esta necesidad finalmente se cumplió con la construcción del M-Bahn, que usó las plataformas de U-Bahn abandonadas en Gleisdreieck y las vías del U-Bahn. hacia el norte hacia la frontera. Luego se desvió ligeramente hacia el oeste para terminar cerca de la Potsdamer Platz, pero aún en el oeste de Berlín.
El trabajo en la línea comenzó en 1983, y las primeras corridas de prueba, sin pasajeros, tuvieron lugar en junio de 1984 en la sección sur de la línea. Las pruebas iniciales utilizaron un automóvil utilizado previamente en la pista de pruebas de Magnetbahn GmbH cerca de Brunswick, y los dos primeros automóviles construidos específicamente para Berlín se entregaron a fines de 1986. La intención original era que el servicio público comenzara en mayo de 1987, pero un incendio en la estación Gleisdreieck en abril de ese año destruyó uno de los dos autos y dañó gravemente al otro.
Finalmente, se construyeron cuatro autos más, del mismo diseño que los dos originales. Varias fechas de apertura planificadas no se cumplieron, y en diciembre de 1988, un tren de prueba no pudo detenerse en Kemperplatz y uno de los automóviles se estrelló contra el suelo y fue destruido. Un servicio público finalmente comenzó en agosto de 1989, aunque el servicio era intermitente y no estaba garantizado, y no se cobraban las tarifas. El servicio oficial de pasajeros regulares, como parte del sistema de transporte público integrado de Berlín, comenzó en julio de 1991.
Para entonces, el Muro de Berlín había caído, algo que no podría haber sido predicho cuando comenzó la construcción. Llegó a ser deseable restablecer la línea de U-Bahn que había sido cortada previamente, lo que requería la eliminación del M-Bahn de su derecho de paso. La necesidad principal del M-Bahn también se había eliminado, ya que el área servida por ella era de nuevo fácilmente accesible desde la estación Potsdamer Platz. El desmantelamiento del M-Bahn comenzó solo dos meses después de su apertura oficial, y se completó en febrero de 1992. La conexión del U-Bahn entre las estaciones de Gleisdreieck y Potsdamer Platz se restableció, convirtiéndose en parte de la línea U2.

## Ruta

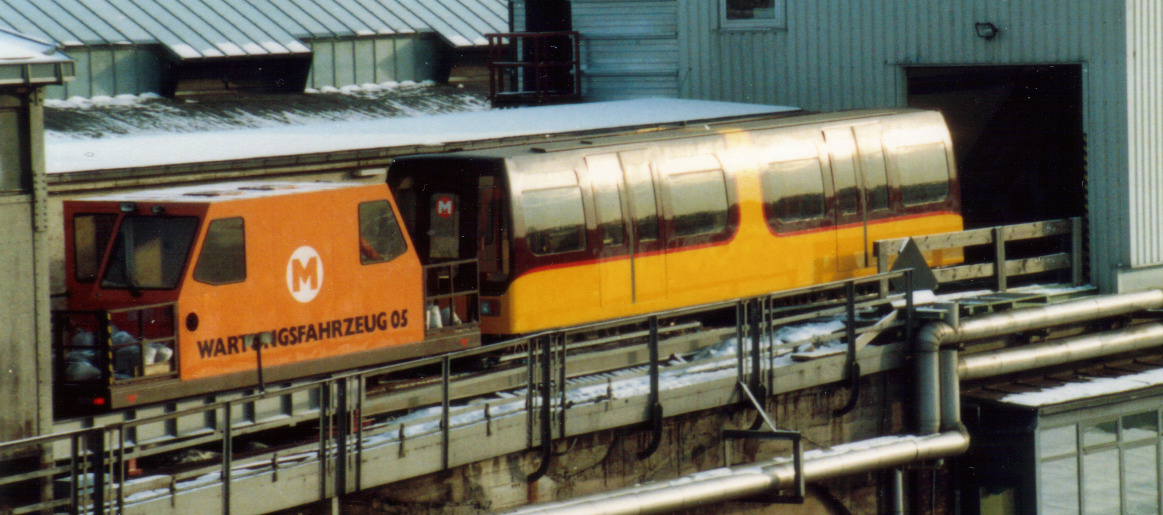
Tren del M-Bahn.

La línea corría aproximadamente de norte a sur desde una estación en Kemperplatz en el límite del parque Tiergarten, con tres estaciones en total, la más meridional en el nivel inferior del intercambio actual de U-Bahn Gleisdreieck.
Kemperplatz 52 ° 30'40 "N 13 ° 22'18" E (ahora la ubicación del Sony Center en Potsdamer Platz, cerca de la actual estación de Berlín Potsdamer Platz)
Bernburger Str. 52 ° 30'20 "N 13 ° 22'33" E (cerca del sitio actual de la estación U-Bahn de Mendelssohn-Bartholdy-Park)
Gleisdreieck 52 ° 29'59 "N 13 ° 22'27" E (ahora reclamado por su uso original del U-Bahn)
La nueva sección de Kemperplatz y a través de Bernburger Str. era doble vía con dos carriles paralelos, estrechándose a una sola vía entre Bernburger y Gleisdreieck mientras se transfería a los viaductos de U-Bahn existentes. La vía del M-Bahn utilizaba el lado oeste de los viaductos que se acercaban a la única plataforma en Gleisdreieck, y la vía férrea de ancho estándar permanecía en el lado este.
Tanto Kemperplatz como Bernburger Str. desde entonces se han demolido las estaciones, junto con la estructura que lleva el M-Bahn entre ellas.

## Material rodante
El M-Bahn operó un total de ocho carros, aunque no todos fueron utilizados para el servicio del público.
| Número | Tipo  | Constructor  | En servicio    | Notas |
| ------ | ----- | ------------ | -------------- | --- |
| 01     | M80/2 | Waggon Union | Marzo de 1987  | Destruido en un incendio en abril de 1987                                                                                     |
| 02     | M80/2 | Waggon Union | Marzo de 1987  | Dañado en incendio en abril de 1987 y posteriormente retirado                                                                 |
| 03     | M80/2 | Waggon Union | Mayo de 1987   | Destruido en un accidente en diciembre de 1988                                                                                |
| 04     | M80/2 | Waggon Union | Mayo de 1987   | Retirado en septiembre de 1991                                                                                                |
| 05     |       | MBB          | Abril de 1984  | Coche propulsado a diésel, sin transmisión magnética, eliminado en 1986                                                       |
| 06     | M80/2 | Waggon Unión | Agosto de 1989 | Retirado en septiembre de 1991, preservado en el Museo del Transporte de Núremberg                                            |
| 07     | M80/2 | Waggon Union | Agosto de 1989 | Retirado en septiembre de 1991                                                                                                |
| 706    | M70/2 | MBB          | Junio de 1984  | Construido en 1978 para la pista de prueba de Brunswick, utilizado para las pruebas iniciales en Berlín hasta octubre de 1986 |

## Tecnología
Para su propulsión, el M-Bahn utilizó un estátor largo motor lineal. Aun así, a diferencia del Transrapid y otros trenes de levitación magnéticos, sólo 85 % del peso del vehículo M-Bahn   se mantuvo con levitación magnética, el resto se mantenía con ruedas tradicionales.
Durante su operación, la línea Berlinesa M-Bahn corrió automatizada, a pesar de que el sistema había sido diseñado para ser conducido por un conductor humano si se requería.